# Dokumentationszentrum Alltagskultur der DDR

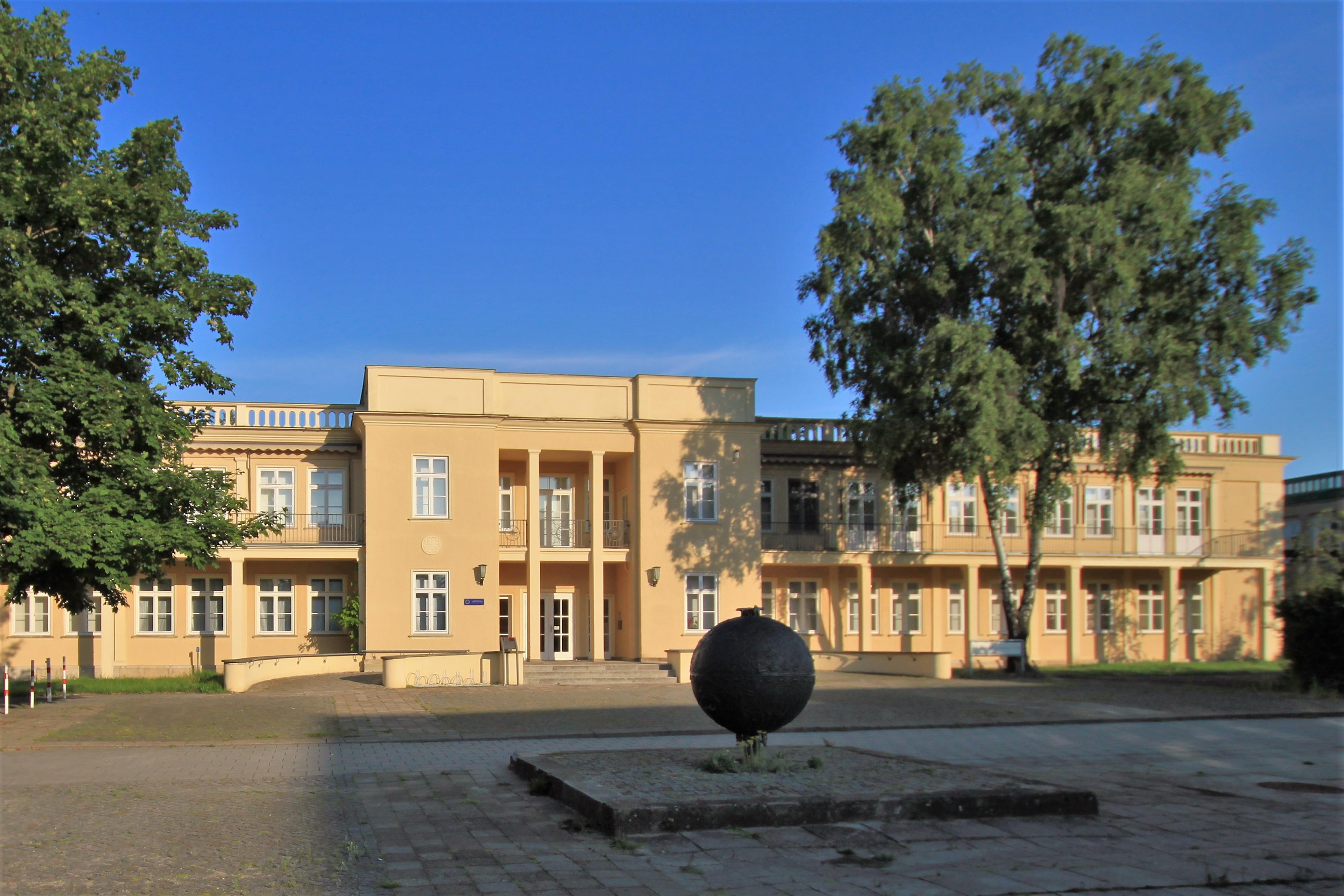
Das Dokumentationszentrum Alltagskultur der DDR im Jahr 2017

Das Dokumentationszentrum Alltagskultur der DDR in Eisenhüttenstadt widmet sich der Kultur-, Sozial- und Alltagsgeschichte sowie der Wohn- und Alltagskultur in der DDR.

## Geschichte

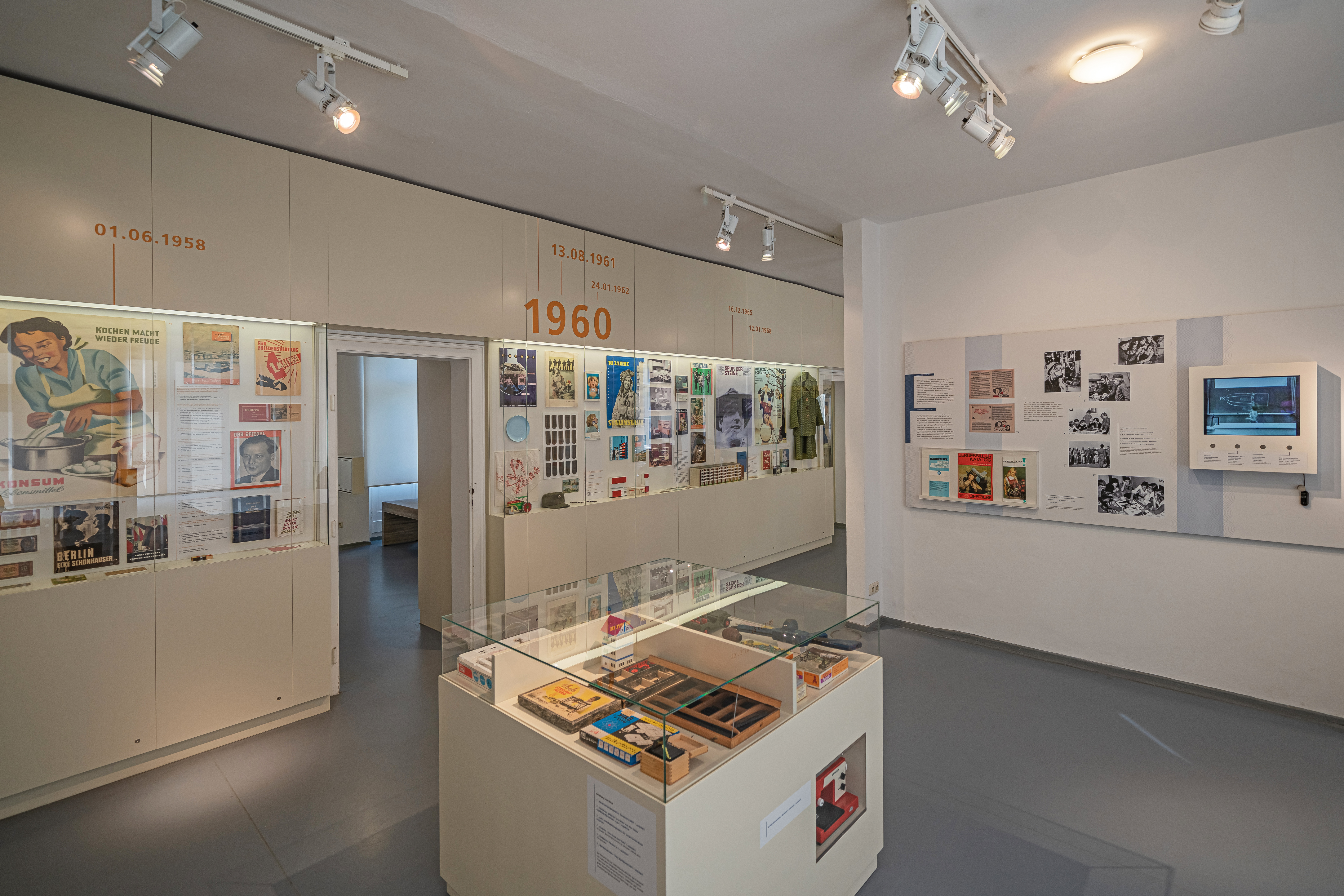
Einer der Ausstellungsräume

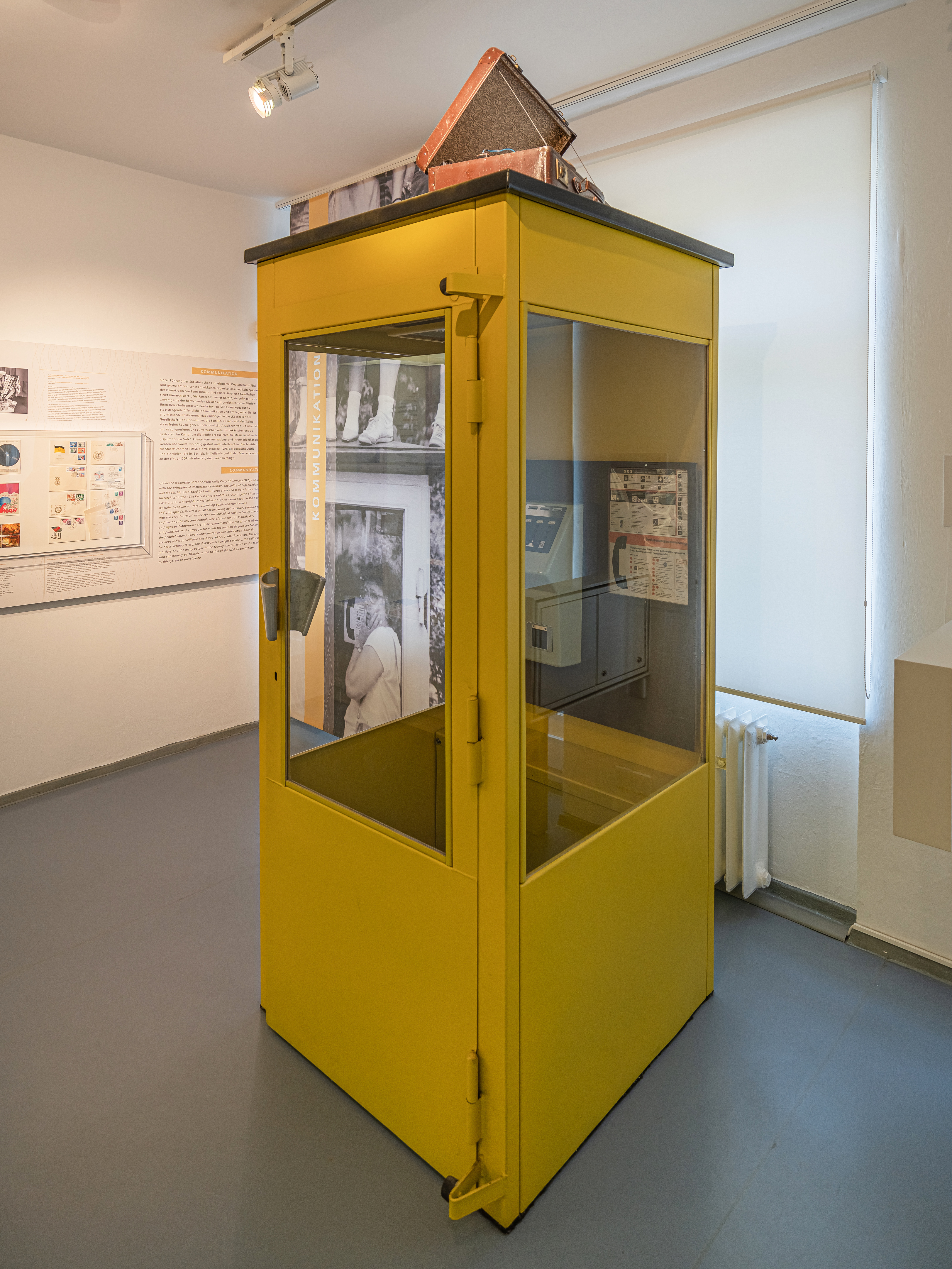
Original-Telefonzelle

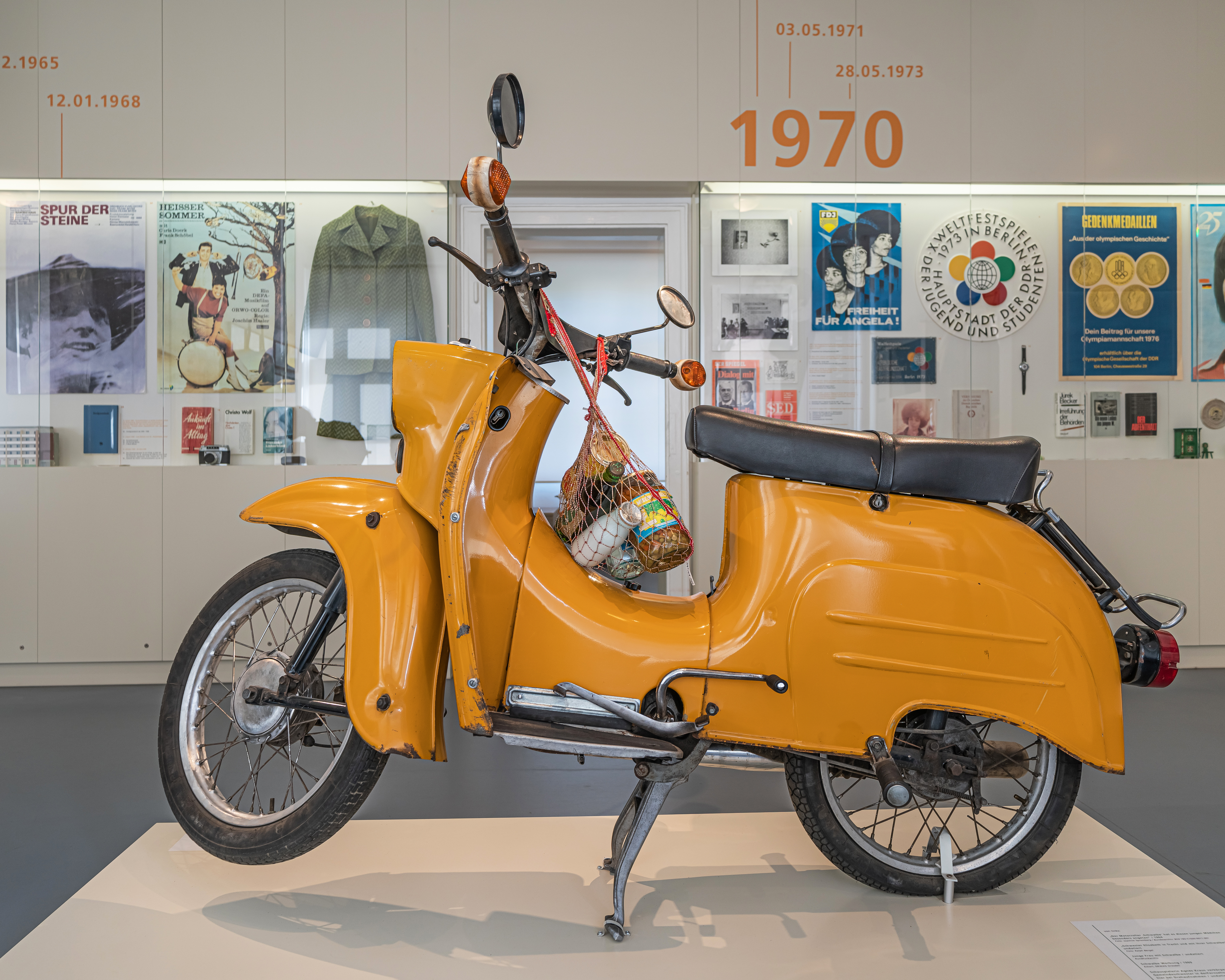
Simson Schwalbe Motorroller, Baujahr 1984, darauf ein Einkaufsnetz mit Lebensmitteln

Das Museum wurde 1993 gegründet, um die materielle Kultur des Alltags in der DDR zu sichern und für Ausstellungen, Forschung und Bildung bereitzustellen. Seitdem wurden etwa 170.000 Gegenstände aus dem ostdeutschen Alltag – von Hausrat über Bekleidung und Möbel bis zu Schallplatten, Büchern, Urkunden und Fotografien – gesammelt. Eine Fachbibliothek ermöglicht Einsichtnahme in Publikationen aus der DDR und der neueren Literatur.
Das Dokumentationszentrum befindet sich in einer denkmalgerecht sanierten ehemaligen Kinderkrippe im Zentrum der seit 1951 erbauten Modellstadt Eisenhüttenstadt. Es zeigt seit 1995 wechselnde Ausstellungen, 2012 wurde die Dauerausstellung grundlegend neu konzipiert. Das Haus wird jährlich von 6.000 bis 10.000 Gästen besucht. Seine Ausstellungen werden auch in anderen Bundesländern gezeigt. Leiter des Museums war von 1993 bis 2012 Andreas Ludwig. Seit Anfang 2018 leitet Florentine Nadolni das Museum sowie das Kunstarchiv Beeskow.

## Trägerschaft
Das Dokumentationszentrum war zunächst eine kommunale Einrichtung und wurde von 1998 bis 2012 von einem gemeinnützigen Verein getragen. Gefördert wurde das Dokumentationszentrum vom Land Brandenburg, dem Landkreis Oder-Spree und der Stadt Eisenhüttenstadt. Seit 2013 erhält es finanzielle Unterstützung nur noch vom Land Brandenburg und dem Landkreis Oder-Spree. Der Deutsche Kulturrat hatte es im Sommer 2012 auf die Rote Liste Kultur (Kategorie 1) gesetzt, da es als von Schließung bedroht galt. Von 2013 bis 2015 wurde es wieder von der Stadt Eisenhüttenstadt getragen und erweiterte seither das museumspädagogische Angebot sowie das thematische Spektrum durch Sonderausstellungen. Am 1. Januar 2016 wurde die Trägerschaft der Einrichtung durch den Landkreis Oder-Spree übernommen.

## Ausstellungen
- Tempolinsen und P 2. Alltagskultur der DDR, 1995/1996 (Katalog).
- Offenes Depot, 1997/1998.
- Um 1968, 1999.
- Helga Paris: Diva in grau, 1999.
- Fortschritt, Norm und Eigensinn. Alltag in der DDR, 1999/2000 (Katalog).
- Das Kollektiv bin ich. Utopien in der DDR, 2000/2001 (Katalog).
- abc des Ostens. 26 Objektgeschichten, 2001/2002 (Katalog).
- Im Blick der Massen. Plakate in der DDR, 2002/2003.
- 1953 – Ein Jahr in Politik und Alltag, 2003/2004 (Katalog).
- Europa im Kopf. Der Verlag Volk und Welt in der DDR, 2004/2005 (Katalog).
- Die wachsende Wohnung. Wohnkultur in der DDR der 50er und 60er Jahre, 2005/2006.
- KONSUM. Konsumgenossenschaften in der DDR, 2005–2007 (Katalog).
- Wohnen im System. Wohnkultur in der DDR in den 60er und 70er Jahren, 2006/2007.
- Keine Konkurrenz in dem Sinne. Werbung in der DDR, 2007–2009.
- Historische Wohnung der 1950er Jahre, 2008–2012
- sich ausruhen. Freizeit und Urlaub in der DDR, 2008/2009.
- 1989. Ein Jahr des Umbruchs und der Hoffnung, 2009/10.
- Aufgehobene Dinge. Ein Frauenleben in Ost-Berlin, 2010/11 (Katalog).
- Alltagsdinge. Formgestaltung in der DDR, 2011/12.
- Alltag: DDR. Ständige Ausstellung, 2012 (Katalog).
- Alles aus Plaste. Versprechen und Gebrauch in der DDR, 2012/13 (Katalog)
- Plaste. Material-Design-Geschichte Wanderausstellung, 2012 (Broschüre)
- Ankunft Eisenhüttenstadt. Eine Stadt gegründet von Zuzüglern, 2014/15 (Katalog)
- Junge Kunst im Auftrag. FDJ-Hochschule Bogensee 1983–86, 2016 (Booklet)
- Alltag Formen! Bauhaus-Moderne in der DDR, 2019/20 (Katalog)